# Bancroft (Míchigan)
Bancroft es una villa ubicada en el condado de Shiawassee en el estado estadounidense de Míchigan. En el Censo de 2010 tenía una población de 545 habitantes y una densidad poblacional de 359,7 personas por km².

## Geografía
Bancroft se encuentra ubicada en las coordenadas 42°52′36″N 84°3′57″O / 42.87667, -84.06583. Según la Oficina del Censo de los Estados Unidos, Bancroft tiene una superficie total de 1.52 km², de la cual 1.49 km² corresponden a tierra firme y (1.54%) 0.02 km² es agua.

## Demografía
Según el censo de 2010, había 545 personas residiendo en Bancroft. La densidad de población era de 359,7 hab./km². De los 545 habitantes, Bancroft estaba compuesto por el 97.43% blancos, el 0.55% eran afroamericanos, el 0.73% eran amerindios, el 0% eran asiáticos, el 0% eran isleños del Pacífico, el 0.18% eran de otras razas y el 1.1% pertenecían a dos o más razas. Del total de la población el 1.1% eran hispanos o latinos de cualquier raza.